# Copaxa flavescens
Copaxa flavescens är en fjärilsart som beskrevs av Max Wilhelm Karl Draudt 1929. Copaxa flavescens ingår i släktet Copaxa och familjen påfågelsspinnare. Inga underarter finns listade i Catalogue of Life.